# Alpenheilglöckchen
Das Alpenheilglöckchen (Primula matthioli), auch Matthioli-Primel oder Heilglöckel genannt, ist eine Pflanzenart aus der Gattung Primula innerhalb der Familie der Primelgewächse (Primulaceae). Der Trivialname „Heilglöckel“ nimmt auf die nach Honig duftenden Blätter Bezug, denen früher eine Heilwirkung bei Wunden und Nervosität zugeschrieben wurde.
Das Alpenheilglöckchen ist in den Gebirgen Eurasiens weitverbreitet; es besiedelt die obermontane bis subalpine Höhenstufe.

## Beschreibung

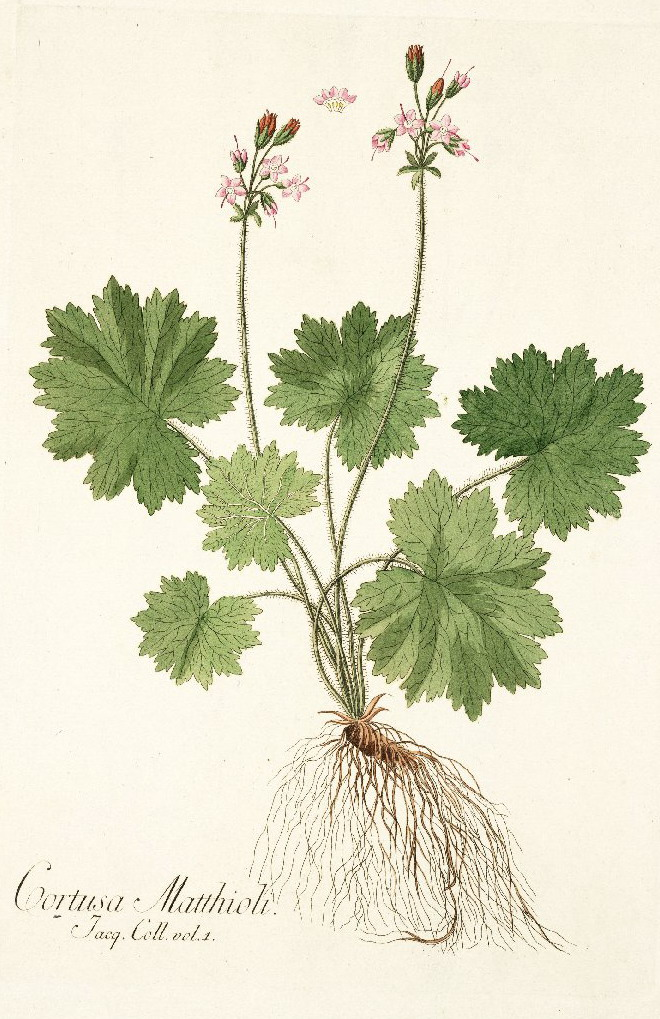
Illustration

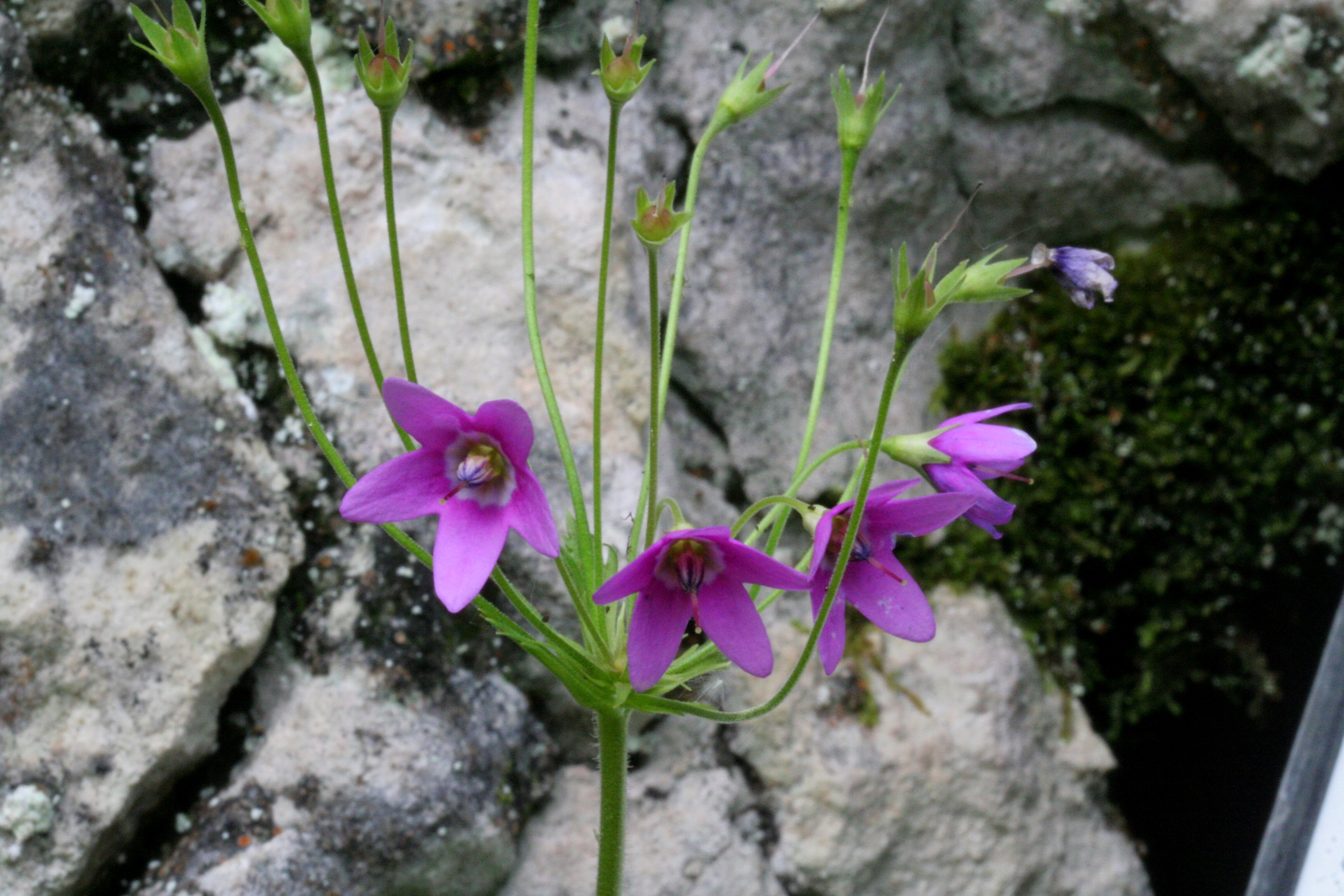
Blütenstand mit langgestielten Blüten im Detail

### Erscheinungsbild
Das Alpenheilglöckchen wächst als sommergrüne, ausdauernde krautige Pflanze, die Wuchshöhen von 20 bis 50 Zentimetern erreicht. Die Erneuerungsknospen befinden sich in unmittelbarer Nähe der Erdoberfläche, daher wird das Alpenheilglöckchen hinsichtlich seiner Lebensform zu den Hemikryptophyten gezählt. Als Speicherorgan dient ein Rhizom, von dem zahlreiche Faserwurzeln ausgehen. Typisch für das Alpenheilglöckchen ist die mehrzellige, zottige und drüsige Behaarung an Stängel und Laubblättern (Indument).

### Blätter
Die drei bis vier langgestielten Laubblätter sind in einer grundständigen Rosette angeordnet und in Blattstiel und Blattspreite gegliedert. Die Länge des rostfarbenen und fein behaarten, relativ langen Blattstieles entspricht in etwa der zwei- bis dreifachen Länge der Blattspreite. Die Blattspreite wird etwa 3,5 bis 8 Zentimeter lang, die Breite schwankt zwischen 4 und 8 Zentimetern. Im Umriss zeigt sie eine annähernd rundliche Form, die Basis ist herzförmig gestaltet. Die Blattspreite ist kreisförmig in 7 bis 13 unregelmäßig spitz gezähnte Lappenabschnitte wenig tief geteilt. Am Blattrand und auf den unteren Blattadern befindet sich eine zottige und drüsige Behaarung. Stängelblätter werden nicht ausgebildet.

### Blütenstand und Blüte
An der Spitze des etwa 35 Zentimeter langen, fein behaarten Blütenstandsschaftes entwickelt sich ein vielblütiger doldiger Blütenstand. Im Blütenstand befinden sich 5 bis 12, selten bis zu 20 ungleich lang gestielte, nickende Blüten. Die drüsig behaarten, lanzettlichen Hüllblätter sind gewöhnlich an der Spitze gezähnt und kürzer als die Dolde. Die Blütenstiele sind drüsig behaart.
Die zwittrige Blüte ist radiärsymmetrisch, fünfzählig und besitzt eine doppelte Blütenhülle. Das Längenverhältnis Kelch zu Krone entspricht in etwa 1:1,5 bis 1:2. Der grüne, oft auch violett getönte, bleibende Kelch wird etwa 4,5 bis 5 Millimeter lang. Er weist eine drüsige Behaarung auf. Die fünf Kelchblätter sind etwas weniger als die Hälfte ihrer Länge glockenförmig verwachsen. Die fünf Kelchzähne sind lanzettlich und zugespitzt. Die fünf hell- bis karminroten Kronblätter sind 8 bis 12 Millimeter lang und etwa bis etwa zur Hälfte ihrer Länge glocken- bis trichterförmig verwachsen. Ihre kurze, ausgebreitete Kronröhre geht über den offenen Schlund in fünf ganzrandige Kronzipfel über. Die eirunden bis länglichen Kronzipfel sind abgerundet bis stumpf und an ihrer Spitze etwas zurückgebogen. Die Innenseite der Kronröhre ist grünlich-gelb gefärbt. Auch der Saum besitzt auf seiner Innenseite bis fast an die Kronzipfel eine grünlich-gelbe Tönung. Fünf Staubblätter sind am Ende der kurzen Kronröhre in gegenständiger Stellung zu den Kronzipfeln inseriert. Die sehr kurzen, grünen Staubfäden sind am Grund verdickt und ringförmig durch eine Membran miteinander verwachsen. Sie tragen längliche, zugespitzte, bleichgelbe, bis zu 3,5 Millimeter lange Staubbeutel, diese sind auf dem Rücken und an der Spitze violett gefärbt. Der kugelige, oberständige Fruchtknoten besitzt eine zentrale Plazenta. Der bis zu 1 Zentimeter lange, fädliche, nach oben purpurrote Griffel überragt die Blütenkrone. Die kopfige Narbe ist grün.
Die Blütezeit erstreckt sich von Mai bis August.

### Frucht und Samen
Die eiförmige Kapselfrucht ist länger als der Kelch. Sie öffnet sich bis zur Mitte mit fünf Klappen und entlässt zahlreiche Samen.

### Chromosomenzahl
Die Chromosomenzahl beträgt 2n = 24.

## Ökologie

### Lebensform
Da die Erneuerungsknospen sich in unmittelbarer Nähe der Erdoberfläche befinden und neben der Grundrosette keine weiteren Stängelblätter vorhanden sind, wird das Alpenheilglöckchen hinsichtlich seiner Lebensform zu den Rosettenhemikryptophyten gezählt.

### Blütenökologie

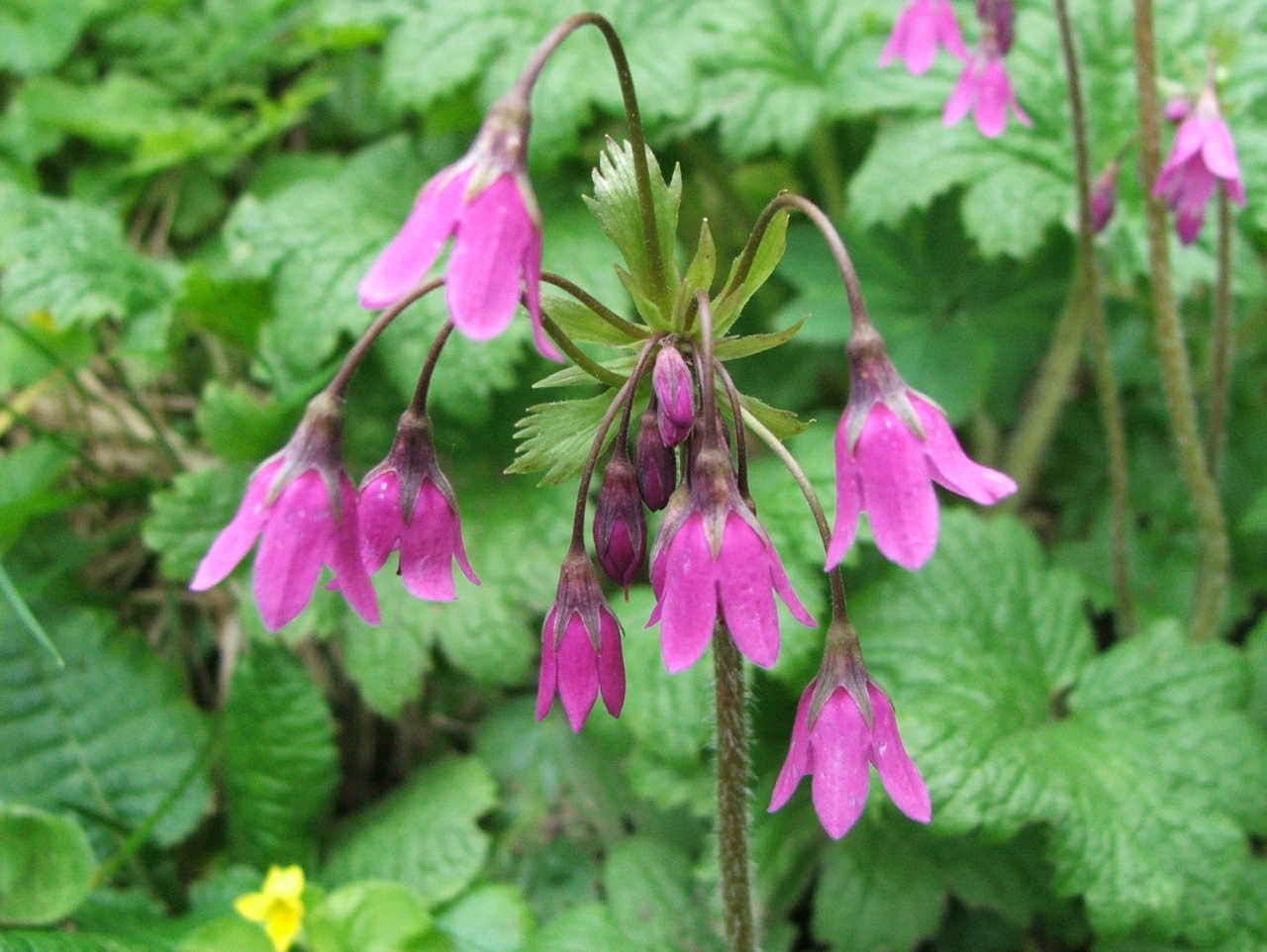
Blütenstand mit hängenden, glockenförmigen Blüten

Bei der zwittrigen Blüte des Alpenheilglöckchens reifen die weiblichen Geschlechtsorgane – Griffel und Narbe – vor den männlichen Fortpflanzungsorganen, den Staubbeuteln. Dieser Mechanismus, Proterogynie genannt, fördert Fremdbestäubung im Vergleich zur Selbstbestäubung. Eine mögliche zeitliche Überlappung des weiblichen und männlichen Blütenstadiums ist in der Diskussion und noch nicht geklärt.
Die Blüten des Alpenheilglöckchens sind blütenbiologisch Glockenblumen mit klebrigem Pollen. Die Bestäubung erfolgt durch Insekten. Als typische Bestäuber fungieren Bienen und Schwebfliegen. Als Belohnung wird Nektar teilweise verdeckt angeboten.
Das Alpenheilglöckchen gilt als selbstinkompatibel. Die Syngamie wird verhindert, indem die Pollenkeimung auf der Narbenoberseite blockiert wird, wenn ein Allel des Pollenkorns mit einem der bestäubten Pflanze übereinstimmt.

### Ausbreitungsökologie
Die Diasporen des Alpenheilglöckchens, die Samen, werden durch vorbeistreifende Tiere oder Windstöße aus der bei Reife geöffneten Kapselfrucht ausgestreut; diese Strategie wird Stoßausbreitung, bzw. Semachorie, genannt. Über sein Rhizom ist dem Alpenheilglöckchen auch die vegetative Vermehrung, eine Form der Autochorie im weiten Sinne, möglich.

## Verbreitung und Standort

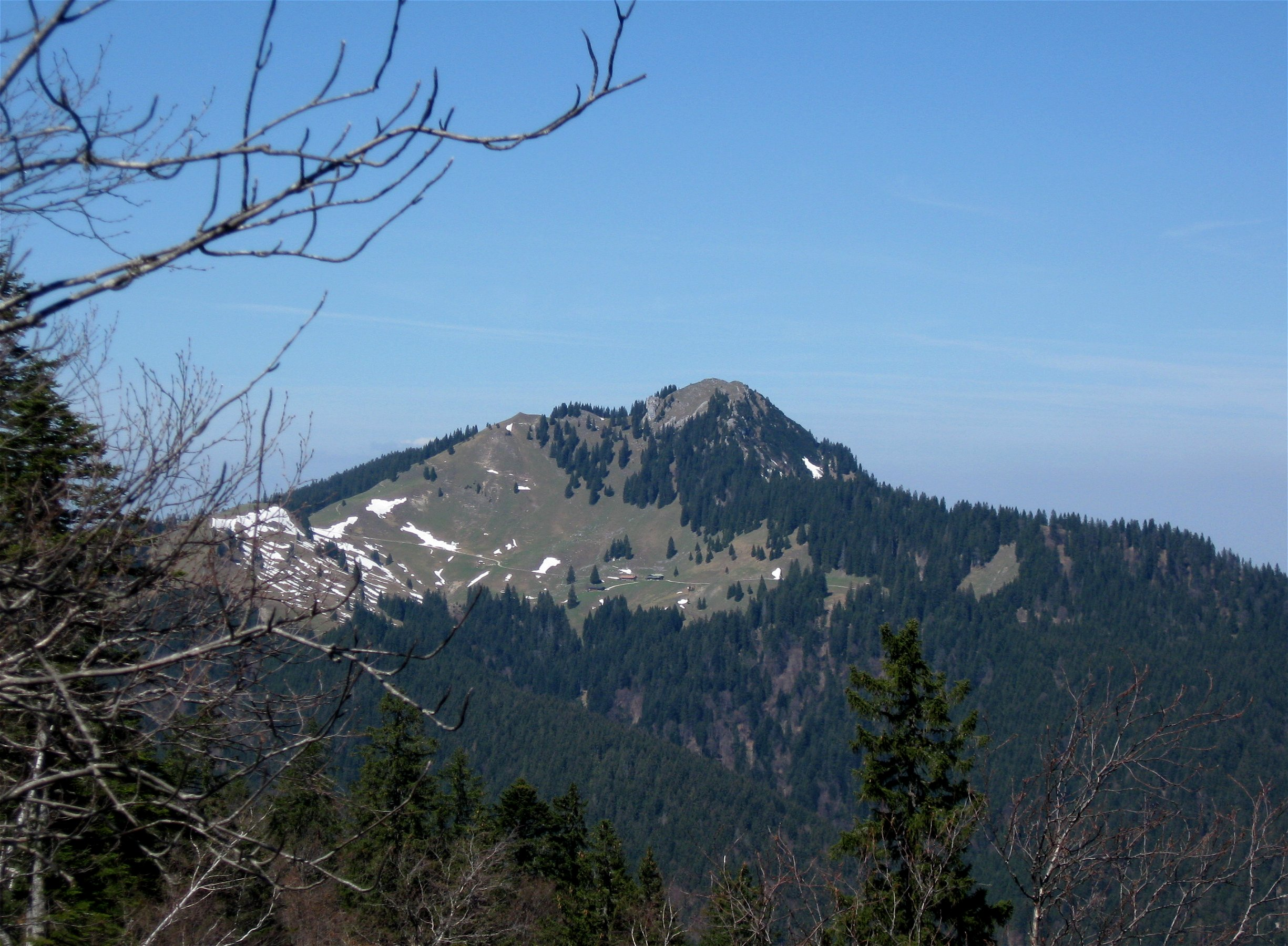
Fockenstein, Neuhüttenalm, vom Hirschberg gesehen

Das Alpenheilglöckchen ist in Eurasien weitverbreitet. Es besiedelt die Alpen, die Karpaten, den Ural und die asiatischen Gebirge bis Ostasien.
Das Alpenheilglöckchen ist in Mitteleuropa in Österreich, Tschechien, Deutschland, Polen und der Schweiz beheimatet. In Osteuropa sind Bestände aus Belarus, dem europäischen Teil der Russischen Föderation und der Ukraine belegt. In Südosteuropa ist es in Bosnien und Herzegowina, Bulgarien, Kroatien, Italien, Rumänien, Serbien und Slowenien einheimisch. In Südwesteuropa ist es in Frankreich vertreten. In Deutschland kommt das Alpenheilglöckchen ausschließlich mit seltenen Beständen in Südbayern vor, und zwar im Allgäu und am Fockenstein. In Österreich ist das Alpenheilglöckchen bis auf das Burgenland und Wien in allen Bundesländern zerstreut vertreten. In der Schweiz wächst es nur im Unterengadin bei Scuol. Die Art ist in Deutschland durch die BArtSchV besonders geschützt.
Es besiedelt die obermontane bis subalpine Höhenstufe. Als Standorte bevorzugt das Alpenheilglöckchen feuchte Grünerlengebüsche, nährstoffreiche, subalpine Hochstaudenfluren, schattige Schluchten und Quellfluren auf eher kalkreichen Böden. Es ist eine Charakterart des Verbands subalpine Grünerlen-Gebüsche und Hochstaudenfluren (Adenostylion) und kommt in diesem Verband insbesondere in den Assoziationen Grünerlen-Busch (Alnetum viridis) und Alpenmilchlattich-Hochstaudenflur (Cicerbitetum alpinae) vor. In den Allgäuer Alpen steigt es in Bayern am Schmalländen beim Rappenköpfle bis zu einer Höhenlage von 2100 Metern auf. In der Schweiz kommt es im Unterengadin von 1080 bis 1970 Meter Meereshöhe vor.
Die ökologischen Zeigerwerte nach Landolt et al. 2010 sind in der Schweiz: Feuchtezahl F = 4f (sehr feucht im Bereich von fließendem Bodenwasser), Lichtzahl L = 3 (halbschattig), Reaktionszahl R = 4 (neutral bis basisch), Temperaturzahl T = 2 (subalpin), Nährstoffzahl N = 4 (nährstoffreich), Kontinentalitätszahl K = 2 (subozeanisch).

## Systematik
Nach Yan 2010 ergaben molekularphylogenetische Untersuchungen, dass die Gattung Cortusa keine eigenständige Einheit bildet, sondern in die Untergattung Auganthus der Gattung Primula gestellt werden muss. Das Alpen-Heilglöckchen trägt dann den wissenschaftlichen Namen Primula matthioli (L.) V.A.Richt. Das Basionym Cortusa matthioli wurde 1753 von Carl von Linné erstveröffentlicht. Die Neukombination Primula matthioli (L.) V.A.Richt. wurde 1894 von Vincenz Aladár Richter veröffentlicht. Das Artepitheton matthioli ehrt den italienischen Arzt und Botaniker Pietro Andrea Mattioli (1501–1577).
Das Alpenheilglöckchen gliedert sich in seinem weiten, auf die Hochgebirge beschränkten Areal in viele Unterarten. Kovtonyuk listet 2013 folgende Unterarten auf:

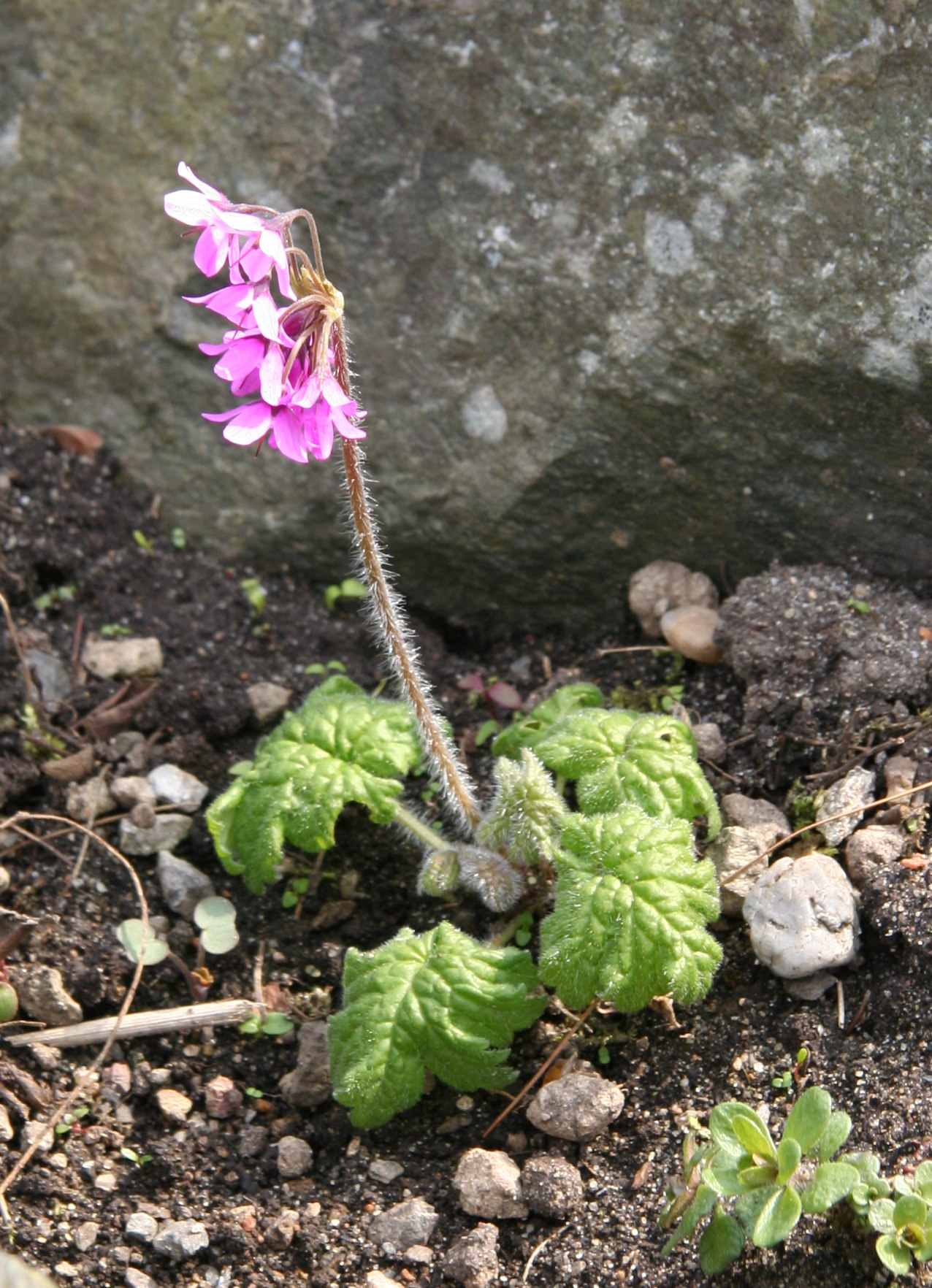
Primula matthioli subsp. pekinensis

- Primula matthioli subsp. altaica (Losinsk.) Kovt. (Syn.: Cortusa matthioli subsp. altaica (Losinsk.) Korobkov)
- Primula matthioli subsp. brotheri (Pax ex R.Knuth) Kovt.
- Primula matthioli subsp. discolor (Vorosch. & Gorovoj) Kovt.
- Primula matthioli subsp. himalaica (Losinsk.) Kovt.
- Primula matthioli (L.) V.A.Richt. subsp. matthioli (Syn.: Cortusa matthioli L. subsp. matthioli)
- Primula matthioli subsp. mongolica (Losinsk.) Kovt.
- Primula matthioli subsp. pekinensis (V.A.Richt.) Kovt. (Syn.: Cortusa matthioli subsp. pekinensis (V.A.Richt.) Kitag.)[12][23]
- Primula matthioli subsp. pubens (Schott, Nyman & Kotschy) Kovt.
- Primula matthioli subsp. sachalinensis (Losinsk.) Kovt.
- Primula matthioli subsp. sibirica (Andrz. ex Besser) Kovt. (Syn.: Cortusa matthioli subsp. sibirica (Andrz. ex Besser) Nyár.)
- Primula matthioli subsp. turkestanica (Losinsk.) Kovt. (Syn.: Cortusa matthioli subsp. turkestanica (Losinsk.) Iranshahr & Wendelbo)

## Nutzung
Das Alpenheilglöckchen wird als Zierpflanze im schattigen Steingarten oder als Unterpflanzung von Bäumen verwendet.

## Trivialnamen
Für das Alpenheilglöckchen bestehen bzw. bestanden auch die weiteren deutschsprachigen Trivialnamen Alpsanikel, Bergsanikel, Dreifaltigkeitsglöcklein (im Vehschen Gebirge) und Wundglöcklein.

### Einzelreferenzen
1. 1 2 3 4 5  
Primula matthioli (L.) V. A. Richt., Matthioli-Primel. auf FloraWeb.de
2. ↑  
Manuel Werner: Welche Alpenblume ist das? Franckh-Kosmos, Stuttgart 2011, ISBN 978-3-440-12576-2, S. 14, 21.
3. 1 2 3 4 5 6  
Wolfgang Adler, Karl Oswald, Raimund Fischer: Exkursionsflora von Österreich. Hrsg.: Manfred A. Fischer. Eugen Ulmer, Stuttgart/Wien 1994, ISBN 3-8001-3461-6, S. 256–257.
4. 1 2 3 4 5 6 7 8  
Alpenheilglöckchen. In: BiolFlor, der Datenbank biologisch-ökologischer Merkmale der Flora von Deutschland.
5. 1 2  
Stefan Eggenberg, Adrian Möhl: Flora Vegetativa: Ein Bestimmungsbuch für Pflanzen der Schweiz im blütenlosen Zustand. Haupt, Bern/Stuttgart/Wien 2007, ISBN 978-3-258-07472-6, S. 394.
6. 1 2 3 4 5 6 7  
Johann Christoph Röhling, Franz Carl Mertens, Wilhelm Daniel Joseph Koch: Deutschlands Flora. Zweiter Band. Wilmans, Frankfurt am Main 1826, S. 119–121 eingescannt.
7. 1 2 3 4  
Hippolyte Coste: Flore descriptive et illustrée de la France, de la Corse et des Contrées limitrophes. Band 2. Librairie des Sciences et des Arts, Paris 1903, S. 531 (tela-botanica.org – Primula matthioli (L.) J.A.Richt. (Nachdruck 1937)).
8. 1 2  
Erich Oberdorfer: Pflanzensoziologische Exkursionsflora für Deutschland und angrenzende Gebiete. Unter Mitarbeit von Angelika Schwabe und Theo Müller. 8., stark überarbeitete und ergänzte Auflage. Eugen Ulmer, Stuttgart (Hohenheim) 2001, ISBN 3-8001-3131-5, S. 740.
9. ↑  
Eckehart J. Jäger (Hrsg.): Exkursionsflora von Deutschland. Gefäßpflanzen: Grundband. Begründet von Werner Rothmaler. 20., neu bearbeitete und erweiterte Auflage. Spektrum Akademischer Verlag, Heidelberg 2011, ISBN 978-3-8274-1606-3, S. 27, 617.
10. ↑  
Eckehart J. Jäger, Klaus Werner (Hrsg.): Exkursionsflora von Deutschland. Begründet von Werner Rothmaler. 18., bearbeitete Auflage. Band 2. Gefäßpflanzen: Grundband, Spektrum, Heidelberg u. a. 2002, ISBN 3-8274-1359-1, S. 36.
11. ↑  
Xaver Finkenzeller, Jürke Grau: Alpenblumen (= Steinbachs Naturführer. Band 16). Mosaik, München 1985, ISBN 3-570-01349-9, S. 184.
12. 1 2  
Qiming Hu, Sylvia Kelso: Cortusa. In: Wu Zheng-yi, Peter H. Raven (Hrsg.): Flora of China. Volume 15: Myrsinaceae through Loganiaceae. Science Press / Missouri Botanical Garden Press, Beijing / St. Louis 1996, ISBN 0-915279-37-1, S. 79–80 (englisch, textgleich online wie gedrucktes Werk).
13. ↑  
Eckehart J. Jäger, Klaus Werner (Hrsg.): Exkursionsflora von Deutschland. Begründet von Werner Rothmaler. 18., bearbeitete Auflage. Band 2. Gefäßpflanzen: Grundband, Spektrum, Heidelberg u. a. 2002, ISBN 3-8274-1359-1, S. 258.
14. ↑  Flora Helvetica, Konrad Lauber / Gerhart Wagner / Andreas Gygax, 2012 Haupt Bern.
15. ↑  Michael Koltzenburg: Primula. In: Schmeil-Fitschen: Die Flora Deutschlands und angrenzender Länder. 98. Auflage. Verlag Quelle & Meyer, Wiebelsheim 2024. ISBN 978-3-494-01943-7. S. 619.
16. 1 2  Eintrag Betulo-Adenostyletea in Lexikon der Biologie, Spektrum Akademischer Verlag, Heidelberg.
17. ↑  Eintrag Mulgedio-Aconitetea, Gastein im Bild.
18. ↑  
Erhard Dörr, Wolfgang Lippert: Flora des Allgäus und seiner Umgebung. Band 2, IHW, Eching 2004, ISBN 3-930167-61-1, S. 320.
19. ↑  Gustav Hegi: Illustrierte Flora von Mitteleuropa. 1. Auflage, unveränderter Textnachdruck Band V, Teil 3, Seite 1817–1820. Verlag Carl Hanser, München 1966.
20. ↑  
Cortusa matthioli L. In: Info Flora, dem nationalen Daten- und Informationszentrum der Schweizer Flora. Abgerufen am 7. Dezember 2022.
21. ↑  
Hai-Fei Yan, Chong-Hua He, Ching-I Peng, Chi-Ming Hu & Gang Hao: Circumscription of Primula subgenus Auganthus (Primulaceae) based on chloroplast DNA sequences. In: Journal of Systematics and Evolution. Band 48, Nr. 2, 2010, S. 123–132, DOI:10.1111/j.1759-6831.2010.00068.x.
22. ↑  
Carl von Linné: Species Plantarum. Band 1, Lars Salvius, Stockholm 1753, S. 144 eingescannt.
23. 1 2  
(Vincenz) Aladár Richter: A Párisi És Kew-i Herbarium Cortusáiról, Valamint A Cortusa Pékinensis. A. Richt. pro var. In: Természetrajzi Füzetek kiadja a Magyar nemzeti Muzeum Band 17, 1894, S. 130–136, eingescannt (Umkombination auf S. 134).
24. ↑  
Cortusa matthioli bei Tropicos.org. Missouri Botanical Garden, St. Louis, abgerufen am 19. Januar 2016.
25. ↑  Nataliya Karimullovna Kovtonyuk: Заметки о подсекции Cortusa (L.) Kovt. секции Cortusoides Balf. f. рода Primula L. (Primulaceae). Notes on the Genus Primula L. Section Cortusoides Balf. f. Subsection Cortusa (L.) Kovt. (Primulaceae). In: Новости систематики высших растений. Novitates systematicae plantarum vascularium. Band 44, 2013, S. 152–166, doi:10.31111/novitates/2013.44.152, (DJVU-Datei; 3,9 MB) (Memento des Originals vom 24. April 2014 im Internet Archive)  Info: Der Archivlink wurde automatisch eingesetzt und noch nicht geprüft. Bitte prüfe Original- und Archivlink gemäß Anleitung und entferne dann diesen Hinweis., .
26. ↑  Georg August Pritzel, Carl Jessen: Die deutschen Volksnamen der Pflanzen. Neuer Beitrag zum deutschen Sprachschatze. Philipp Cohen, Hannover 1882, S. 114. (eingescannt).